# 라 수페르바
라 수페르바(사냥개자리 Y(C), La Superba, Y Canum Venaticorum)는 사냥개자리에 있는 별로, 지구에서 약 711광년 떨어져 있다. 라 수페르바는 매우 붉게 빛나는 것으로 잘 알려져 있다.

## 물리적 특징
라 수페르바는 준규칙변광성으로 160일 간격으로 밝기가 +4.8에서 +6.3까지 변한다. 수페르바는 밤하늘에서 가장 밝은 탄소별로, 대기 중 탄소-13(탄소 원자가 통상의 7개가 아닌 6개)을 다량 포함하고 있는 희귀한 존재이다. 라 수페르바는 19세기 천문학자 안젤로 세키가 아름다움에 매료되어 붙인 이름으로 알려져 있다.
이 별의 표면온도는 2,800K이며 이는 항성들 중 매우 차가운 쪽에 속하는 상태이다. 따라서 이 별은 가시광선 영역에서는 빛을 많이 발산하지 않기 때문에 맨눈으로 관찰하기 힘들다. 그러나 적외선 영역에서 이 별은 태양의 4,400배에 해당하는 밝기를 보인다.
수페르바의 반지름은 약 2AU 정도이다. 만약 이 항성을 우리 태양 대신 태양계 중앙에 놓는다면, 화성의 궤도까지 삼킬 수 있다.

## 겉모습
수페르바는 수소 핵융합 단계를 마치고, 헬륨을 태워 탄소로 전환하는 과정에 있는 별이다. 이 단계를 적색 거성으로 부르며 외곽 대기는 팽창하면서 온도가 내려간다. 온도가 내려가면서 방출하는 에너지의 파장은 대부분 전자기 스펙트럼에서 붉은 색 및 적외선 영역으로 이동한다. 항성의 생명이 막바지에 이를 때 핵융합으로 만들어진 물질들은 항성의 표면으로 대류작용을 통하여 이동하는데, 이로 인하여 항성의 외곽 대기층에 일산화탄소나 기타 탄소 화합물 등 탄소물질의 양이 많아지게 된다. 이 분자들은 보통의 적색 거성들과 달리 복사 에너지를 더 짧은 파장대에서 흡수하는 경향을 보여주며, 이로 인하여 매우 붉은 색의 외관을 형성하게 된다.

## 전망
라 수페르바는 헬륨을 탄소로 바꾸는 2차 연소 과정을 거치는 중이며, 자신의 질량을 항성풍의 형태로 태양 항성풍의 백만 배 정도 규모로 방출한다. 수페르바가 방출한 물질은 2.5광년 반경의 우주 공간에 퍼져 있고, 이를 통하여 한 때 수페르바는 지금보다 50배 빠른 속도로 질량을 방출했음을 알 수 있다. 이후 수페르바는 행성상 성운의 형태로 외곽 껍질을 우주 공간으로 뿜어낸 뒤, 식어가는 백색 왜성을 남길 것이다.